# Східна Одра (річка)
Східна Одра — річка, східний рукав Одри від села Відухова до меж Щецина, тобто частина міста Ключ. Більша частина води Одри тече через Східну Одру, яка потім тече через Скошницю в Західну Одру і через Регалицю в озеро Домб'є і далі в Одру через канал. Це ділянка внутрішнього водного шляху довжиною 26,4 км , через який проходять кораблі з верхньої течії річки Одри до порту Щецин.
Річка протікає в долині Нижньої Одри, розмежовуючи разом із Західною Одрою територію під назвою Мєдзьодже, де був створений ландшафтний парк Долина Нижньої Одри. Територію Медзьодже перетинає мережа каналів і стариць, з'єднаних зі Східною та Західною Одрою. Від поділу рукавів річки Одри до переходу в Регалицю Східна Одра протікає в районі повіту Грифіно.

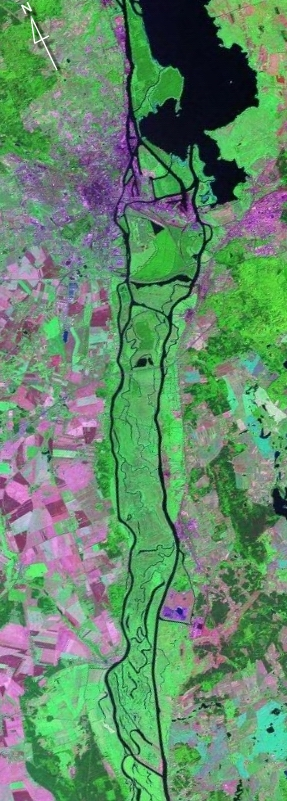
Супутниковий знімок річки

Східна Одра на ділянці від Відухової до Грифіно була створена як штучна канава, тоді як Західна Одра є оригінальним руслом річки.

## Курс
Рукави Одри розходяться на відстані 704,1 км від витоку річки, біля села Відухова. На сепарації на Західній Одрі є засувний водослив. Нині більша частина води Одри тече вздовж Східної Одри, яка поблизу Щецина розпадається на потік Скошніца, що впадає в Західну Одру, та річку Регалицю. Води Регалиці впадають в озеро Домб'є, а потім через канали з'єднуються з основним потоком річки Одри.
Притоки: Стара Регалиця (Медзьодзе), Нижня Одра, Омулна, Пнєва, Шерка, Тива, Клуцькі.

## Інфраструктура
Східна Одра є частиною внутрішнього водного шляху класу Vb, який повністю називається Одра. Він знаходиться у віданні Регіонального управління водного господарства в Щецині.
На правому березі річки Східна Одра, у Нове Чарново, розташована електростанція Дольна-Одра, яка забирає воду для охолодження конденсаторів турбіни у відкритій системі.
Першим мостом через Східну Одру є міст провінційної дороги № 120 в Грифіно, на продовженні вул. П’ястув до села Мешерін у Німеччині. Сталевий міст вздовж автомагістралі А6 довжиною 266,10 м і шириною 13,40 м перетинає Східну Одру.

## Гідрологія

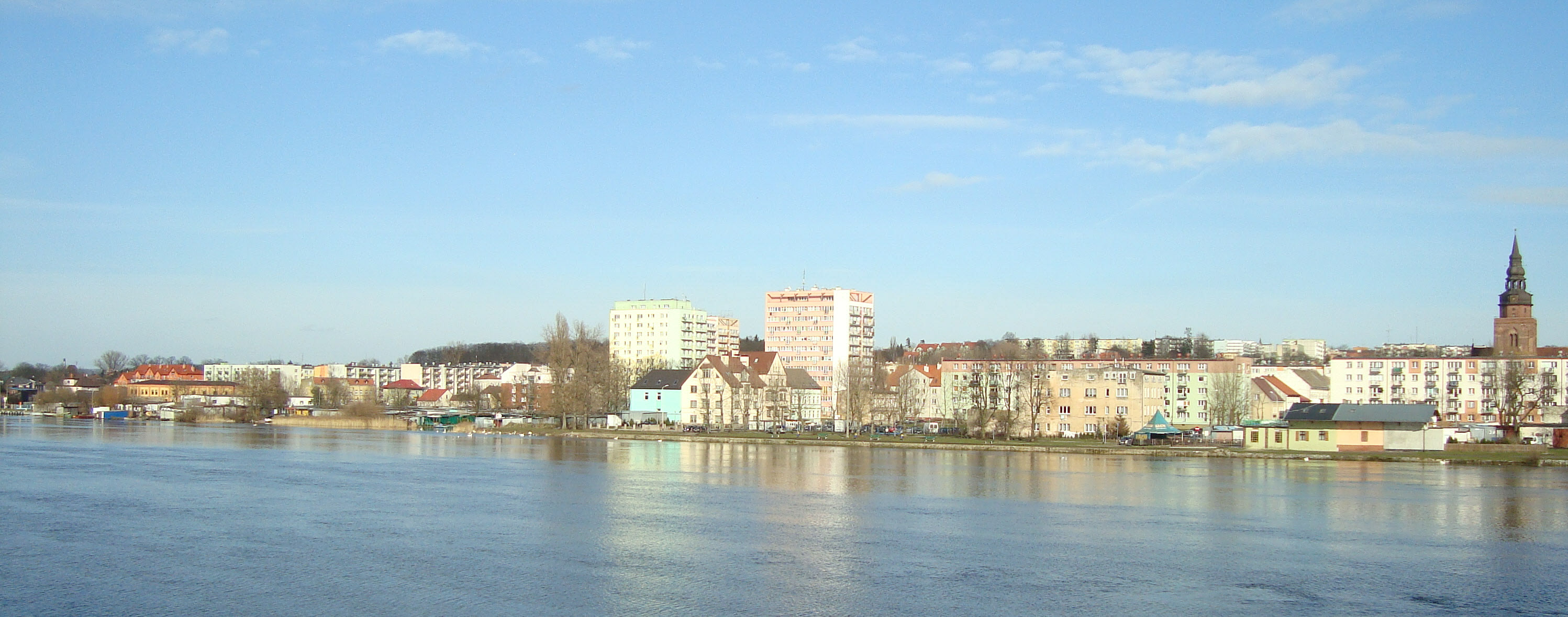
Східна Одра в Грифіно

Ділянка Східної Одри до Грифіно (718.5 км) набуває річково-морського характеру, а потім, наближаючись до Щецинського водного вузла, поступово переходить у морський, в якому помітний вплив нинішніх морських станів і Щецинської лагуни. На цій ділянці спостерігаються такі явища, як вітрові затоки, перепади рівнів моря, притоки з водозбору. Вітровий підпір зазвичай супроводжується офшорним підтоком, викликаним вітрами, що дмуть з півночі. Притоки з водозбору пов'язані з більшим підвищенням рівня води в естуарній частині річки Одри. Явища, характерні для морських басейнів, спричиняють значне підвищення рівня води, а також штормові нагони у морі. Чим менше витрата води в Одрі, тим сильніше північні вітри впливають на затон. З іншого боку, вітри, що дмуть з півдня, викликають опускання рівня ґрунтових вод.

## Санітарний стан
Odra Wschodnia отримує очищені стічні води з Грифіно. Через канал Дольна Одра всі стічні води та вода після охолодження з території електростанція Дольна-Одра скидаються в Нове Чарново.
У 2005 році контрольні вимірювання Східної Одри в Грифіно проведені на 719,0 км від джерел, якість води в яких оцінено за IV класом. Вимірювання також проводилися на мосту автомагістралі A6 на 729,0 км від джерел, де якість води була оцінена за III класом.

## Історія
У Географічному словнику Королівства Польського від 1886 року Східна Одра називався Журав.